# Список войн Бутана
В этом списке приведён перечень основных войн и вооружённых конфликтов с участием Бутана, бутанского народа или регулярной бутанской армии в период существования независимых бутанских государств от античности до наших дней.
В списке указано название конфликта, дата, воюющие стороны и его результат:
 Победа Бутана
 Поражение Бутана
 Другой результат (Мирный договор, неопределённый результат, «статус кво», неизвестный результат)
 Незавершённый конфликт
| Дата      | Конфликт                                 | Первая сторона    | Вторая сторона                        | Результат |
| --------- | ---------------------------------------- | ----------------- | ------------------------------------- | --- |
| 1616      | Объединение Бутана Шабдрунгом            | Шабдрунг          | Державы-монастыри                     | Победа Шабдрунга: - Объединение держав-монастырей в единое Бутанское королевство - Шабдрунг Нгаванг Намгьял стал правителем Бутана                  |
| 1634      | Второе тибетское вторжение в Бутан       | Шабдрунг          | противники Шабдрунга Династия Цангпа  | Победа Шабдрунга: - разрушение Симток-дзонга - изгнание монахов Барава из долины Гаса - захват долины Гаса сторонниками Шабдрунга Нгаванга Намгьяла |
| 1680—1730 | Вторжение в Куч-Бихар                    | Бутан · Куч-Бихар | Империя Великих Моголов               | Победа Бутана: - Куч-Бихар стал вассалом Бутана |
| 1772—1774 | Война Британии и Бутана за Куч-Бихар     | Бутан             | Британская Индия · Британская империя | Поражение Бутана: - Бутанская армия покинула территорию Куч-Бихара - Бутан уменьшился до границ 1730 года.                                          |
| 1864—1865 | Англо-бутанская война                    | Бутан             | Британская Индия · Британская империя | Поражение Бутана: - Дуары, территории Сиккима и Куч-Бихара отошли к Британской Индии.                                                               |
| 2003      | Операция против ассамского сопротивления | Бутан · Индия     | ОФЗА НДФБ ООК НССН ВТТ                | Победа Бутана и Индии |